# Strapön
Strapön är en ö i Lule skärgård, Norrbottens län. Strapön är omgiven av Norra och Södra Strapösundet.